# Simeon Uroš Palaiologos

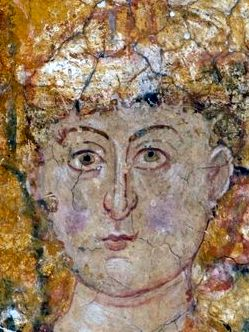
Simeon Uroš auf einem Fresko im Kloster Visoki Dečani

Simeon Uroš Palaiologos oder Simeon Siniša (altgriechisch Συμεών Ούρεσης Παλαιολόγος) († 1370 oder 1371) war ein Halbbruder des serbischen Kaisers Stefan Dušan und von 1356 bis 1371 Herrscher von Thessalien und von 1359 bis 1366 Herrscher von Epirus sowie Gegenkaiser.
Er war der Sohn von Stefan Uroš III. und dessen zweiten Frau, der byzantinischen Prinzessin Maria aus dem Hause der Palaiologen, Tochter des Despoten Johannes Palaiologos. Aufgrund seiner verwandtschaftlichen Beziehung mütterlicherseits soll sich Simeon mehr als Byzantiner denn als Serbe gesehen haben. Gerüchten zufolge war der Grund für den Konflikt seines älteren Halbbruders Stefan Dušan mit dem gemeinsamen Vater Stefan Uroš, der letztlich zum Sturz des Vaters und zur Machtergreifung seines Bruders führte, das Vorhaben, Simeon als gleichzeitig byzantinischen Prinzen zum Thronfolger in Serbien zu erklären. Als Stefan Dušan 1355 starb, sah Simeon die Gelegenheit gekommen, den Thron für sich zu beanspruchen. Möglicherweise hatte er das Gerücht um seine verhinderte Thronfolge selbst in die Welt gesetzt, um damit seine Ansprüche auf die Kaiserkrone zu bekräftigen. Er sammelte eine mächtige Gefolgschaft und zog mit byzantinischer Unterstützung gegen seinen Neffen Stefan Uroš V., wurde aber 1356 besiegt und zog sich nach Thessalien und Epirus zurück, wo er mit dem Titel Kaiser der Römer und Serben regierte (mit Römern waren Byzantiner, d. h. Griechen, gemeint). Die Herrschaft über Epirus teilte er sich anfangs mit seinem Schwager Nikephoros II. Orsini, dem byzantinischen Despoten von Epirus, bevor es um 1348 von Stefan Dušan erobert wurde. Nikephoros kehrte nach dem Tod Stefan Dušans nach Epirus zurück und übernahm mit Duldung Simeons dort wieder die Macht. Er verstarb 1359 auf einem Feldzug gegen lokale albanische Fürsten, daraufhin wurde Simeon zum alleinigen Herrscher über Thessalien und Epirus. 1366 machte sich in Epirus sein mit seiner Tochter Maria verheirateter Schwiegersohn Thomas Preljubović selbständig.
Simeon starb 1370 oder 1371. Er war mit Thomais verheiratet, einer Schwester Nikephoros II. Orsini'. Sein Nachfolger als Herrscher in Thessalien wurde sein Sohn Jovan Uroš. Während seiner Zeit in Thessalien entwickelte Simeon eine besondere Zuneigung zu den Meteora-Klöstern, die er wie auch sein Sohn finanziell unterstützte.